# Ghinda
Ghinda (tiếng Tigrinya: ጊንዳዕ) là một thị trấn ở vùng Bắc Biển Đỏ của Eritrea. Nó nằm trong tiểu vùng Ghinda, giữa Asmara và Massawa. Vào năm 2004, thị trấn có dân số là 11.560 người.

## Tổng quan
Ghinda là một khu vực trồng rau quả chính và là nơi ở của các dân tộc Tigre và Saho theo Hồi giáo. Nó nằm gần suối nước nóng Sabarguma. Các đồn điền cam quýt ban đầu được trồng bởi Carlo Cavanna, người cũng đã chỉ đạo việc xây dựng tuyến đường sắt Eritrea.

## Khí hậu
| Dữ liệu khí hậu của Ghinda              | Dữ liệu khí hậu của Ghinda | Dữ liệu khí hậu của Ghinda | Dữ liệu khí hậu của Ghinda | Dữ liệu khí hậu của Ghinda | Dữ liệu khí hậu của Ghinda | Dữ liệu khí hậu của Ghinda | Dữ liệu khí hậu của Ghinda | Dữ liệu khí hậu của Ghinda | Dữ liệu khí hậu của Ghinda | Dữ liệu khí hậu của Ghinda | Dữ liệu khí hậu của Ghinda | Dữ liệu khí hậu của Ghinda | Dữ liệu khí hậu của Ghinda |
| Tháng                                   | 1                          | 2                          | 3                          | 4                          | 5                          | 6                          | 7                          | 8                          | 9                          | 10                         | 11                         | 12                         | Năm                        |
| --------------------------------------- | -------------------------- | -------------------------- | -------------------------- | -------------------------- | -------------------------- | -------------------------- | -------------------------- | -------------------------- | -------------------------- | -------------------------- | -------------------------- | -------------------------- | -------------------------- |
| Trung bình ngày tối đa °C (°F)          | 28.6 (83.5)                | 29.4 (84.9)                | 31.0 (87.8)                | 32.3 (90.1)                | 33.6 (92.5)                | 34.5 (94.1)                | 31.7 (89.1)                | 31.1 (88.0)                | 32.5 (90.5)                | 31.3 (88.3)                | 29.5 (85.1)                | 28.4 (83.1)                | 31.2 (88.1)                |
| Tối thiểu trung bình ngày °C (°F)       | 14.5 (58.1)                | 15.1 (59.2)                | 16.3 (61.3)                | 17.7 (63.9)                | 19.0 (66.2)                | 20.1 (68.2)                | 19.7 (67.5)                | 20.6 (69.1)                | 19.2 (66.6)                | 17.1 (62.8)                | 15.2 (59.4)                | 14.8 (58.6)                | 17.4 (63.4)                |
| Lượng Giáng thủy trung bình mm (inches) | 99 (3.9)                   | 113 (4.4)                  | 72 (2.8)                   | 48 (1.9)                   | 26 (1.0)                   | 10 (0.4)                   | 71 (2.8)                   | 58 (2.3)                   | 23 (0.9)                   | 46 (1.8)                   | 52 (2.0)                   | 94 (3.7)                   | 712 (27.9)                 |
| Nguồn:                                  |                            |                            |                            |                            |                            |                            |                            |                            |                            |                            |                            |                            |                            |